# Heinrich Becker (Politiker, 1877)
Heinrich Becker (* 5. Juni 1877 in Holten im früheren Landkreis Mülheim an der Ruhr; † 13. Januar 1964 in Burg (Herborn), Dillkreis) war ein sozialdemokratischer deutscher Politiker, Gewerkschafter und Mitglied des Reichstages von 1924 bis 1933.

Heinrich Becker

## Leben
Heinrich Becker war ein Sohn des Peter Becker und der Anna Langhoff. Er besuchte die Volksschule in Holten und wurde 1891 Bergmann und trat 1905 der SPD bei. Außerdem war er seit 1904 in der freigewerkschaftlichen Bergarbeitergewerkschaft aktiv. Ab 1911 war er hauptamtlicher Sekretär der Gewerkschaft und war seit 1921 Bezirksleiter in Herborn.
Nach der Machtübernahme durch die Nationalsozialisten floh Becker in das Saargebiet und unterstützte Max Braun in dessen Bemühungen den Anschluss an das nationalsozialistische Deutschland zu verhindern. Nach dem Scheitern dieser Bemühungen floh Becker 1935 weiter nach Frankreich, wo er zusammen mit Max Braun sich an der Gründung einer „Deutschen Volksfront“ beteiligte. Bei Kriegsausbruch wurde Becker interniert, wurde 1941 vom Vichy-Regime erneut festgenommen und an die Deutschen ausgeliefert. Am 13. April 1943 wurde er in Berlin wegen Vorbereitung zum Hochverrat zu fünf Jahren Zuchthaus verurteilt. Bis zur Befreiung durch die sowjetische Armee Ende April 1945 saß Becker im Zuchthaus in Brandenburg-Görden ein.
Nach dem Krieg kehrte Becker in den Lahn-Dill-Kreis (Burg (Herborn)) zurück, blieb Mitglied der SPD, beteiligte sich aber aus Altersgründen nicht mehr aktiv am politischen Leben.
Er hinterließ vier Söhne aus erster Ehe: Heinrich, Wilhelm, Erich und Herbert Becker, zwei Töchter: Elisabeth und Anni, sowie zwei Söhne aus zweiter Ehe mit Elisabeth Becker: Hans Becker und Peter Becker (1949–2015).